# Bismarckturm (Hattingen)
Der Bismarckturm Hattingen ist ein Aussichtsturm im Süden der Stadt Hattingen auf dem Schulenberg. Der Bau des Bismarckturms wurde vom Rat der Stadt Hattingen im Jahre 1899 beschlossen. Den Anstoß gab eine Spende von eintausend Mark des Kaufmanns Robert Hill.

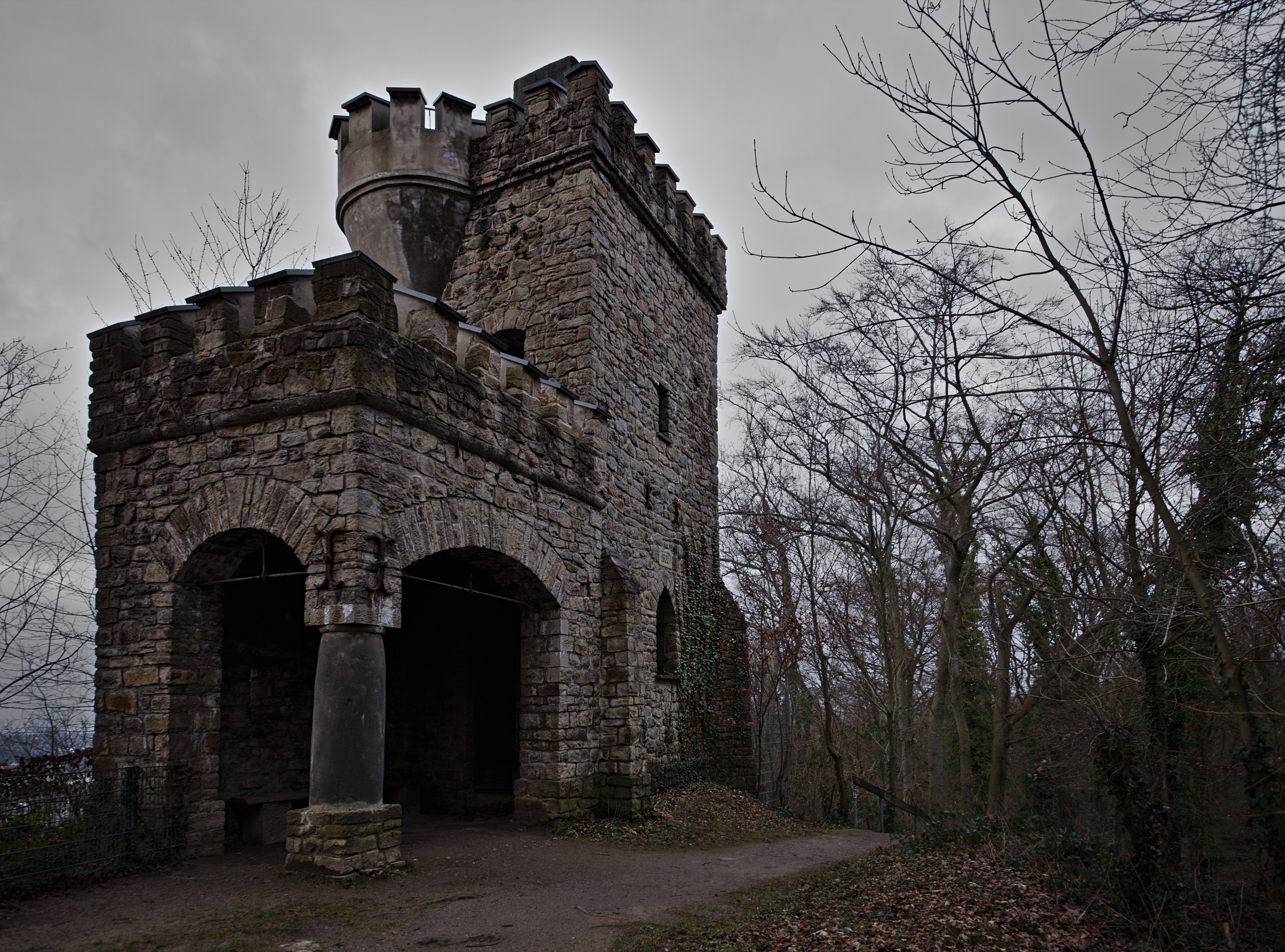
Frontalansicht Bismarckturm

Die Grundsteinlegung feierte man am 17. Juli 1900, zu Bismarcks Geburtstag am 1. April 1901 wurde der aus Ruhrsandstein errichtete Turm eingeweiht. Der Turm war von Architekt Stadtbaumeister Christoph Epping mit einer Höhe von 16 m geplant worden, wurde jedoch aus Kostengründen nur mit einer Höhe von 11 m ausgeführt. Ein weiteres geplantes Stockwerk entfiel. Der Eingang wird von einem Hallenbau überspannt.
Der Turm bietet eine Aussicht über die Hattinger Altstadt, Winz-Baak und das Ruhrtal. Weiter entfernt sind die Bürotürme der Essener Innenstadt zu erkennen.
Im Frühjahr 2004 kam es zu Beschädigungen des Turms aufgrund von Vandalismus. Das Bauwerk wurde bis zum Herbst 2007 saniert. Der Eingang wurde durch eine Stahlgittertür gesichert. Der Schlüssel für das Bauwerk konnte in dem naheliegenden Restaurant Die Neue Schulenburg gegen Kaution bzw. Vorlage des Personalausweises entliehen werden.
Die mit 9.000 € privat finanzierte Sanierung ist seit April 2017 abgeschlossen und der Turm wieder für Interessierte geöffnet.